# Bo Siegbahn
Bo Lennart Georg Siegbahn (i riksdagen kallad Siegbahn i Stockholm och Siegbahn i Göteborg), född 25 februari 1915 i Lunds stadsförsamling i Malmöhus län, död 7 januari 2008 i Engelbrekts församling i Stockholms län, var en svensk ambassadör, riksdagspolitiker och författare.

## Familj och uppväxt
Bo Siegbahn var son till professor Manne Siegbahn och dennes hustru Karin (f. Högbom) samt bror till Kai Siegbahn. Fadern och brodern var båda nobelpristagare i fysik.
Bo Siegbahn avlade fil. kand. 1934 och jur. kand. 1937 i Uppsala. Han gifte sig 1943 med fransyskan Colette Renard (1916–2007).

## Karriär
Bo Siegbahn var tingsnotarie vid Stockholms rådhusrätt 1937 och inträdde som attaché i UD 1940 och fick därefter placering i Vichy samma år. Han förflyttades till New York 1941 och till Washington, D.C. 1943. Vid krigsslutet 1945 återkom han till UD i Stockholm samt fick uppdrag för luftfartsstyrelsen och även i folkhushållningsdepartementet 1946–1950. Han tjänstgjorde som förste ambassadsekreterare i New Delhi 1954–1957. Åren 1957–1962 var han byråchef på UD och ambassadråd i Rom 1962–1963, ambassadör i Rabat, jämväl i Dakar 1963–1966 och ambassadör i Tel Aviv 1966–1970.
Han var sekreterare i långtidsutredningen 1950–1951.
Siegbahn var riksdagsledamot i första kammaren för socialdemokraterna 1957–1961 i Stockholms stads valkrets. Sedan bytte han parti och återkom till riksdagen som moderat 1974–1982.

## Författarskap
Siegbahn författade ett antal böcker, bland annat en om svensk säkerhetspolitik. Det spekulerades länge i media om han kunde vara författaren bakom pseudonymen Bo Balderson. Bo Siegbahn förnekade alltid detta. Han fann dock spekulationerna roande och skrev därför själv en deckare under pseudonymen Bo Phanderson med titeln En Galakväll på UD (Stockholm, Bonniers, 1970. Hft. 209 s). Dock framträdde han öppet och bekräftade att han var författare till den deckaren, men inte några andra. Han skrev även sina memoarer, men dessa har inte publicerats.